# Middlesex County (Connecticut)
Middlesex County ist ein County im Bundesstaat Connecticut der Vereinigten Staaten. Die größte Stadt des Countys und traditioneller Sitz der Countyverwaltung (County Seat) ist Middletown, allerdings wurden in Connecticut alle lokalen Verwaltungsfunktionen auf die Gemeinden übertragen.

## Geographie
Das County hat eine Fläche von 1137 Quadratkilometern, wovon 181 Quadratkilometer Wasserfläche sind. Es grenzt im Uhrzeigersinn an folgende Countys: Hartford County, New London County und New Haven County.

## Geschichte
Middlesex County wurde 1785 aus Teilen von Hartford County und New London County gebildet.

## Demografische Daten
Nach der Volkszählung im Jahr 2000 lebten im County 155.071 Menschen. Es gab 61.341 Haushalte und 40.607 Familien. Die Bevölkerungsdichte betrug 162 Einwohner pro Quadratkilometer. Ethnisch betrachtet setzte sich die Bevölkerung zusammen aus 91,28 Prozent Weißen, 4,42 Prozent Afroamerikanern, 0,17 Prozent amerikanischen Ureinwohnern, 1,56 Prozent Asiaten, 0,04 Prozent Bewohnern aus dem pazifischen Inselraum und 0,97 Prozent aus anderen ethnischen Gruppen. 3,00 Prozent der Gesamtbevölkerung waren spanischer oder lateinamerikanischer Abstammung.

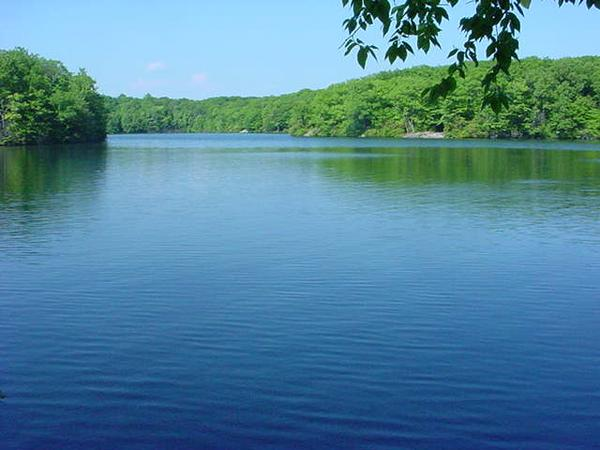
Der Millers Pond State Park

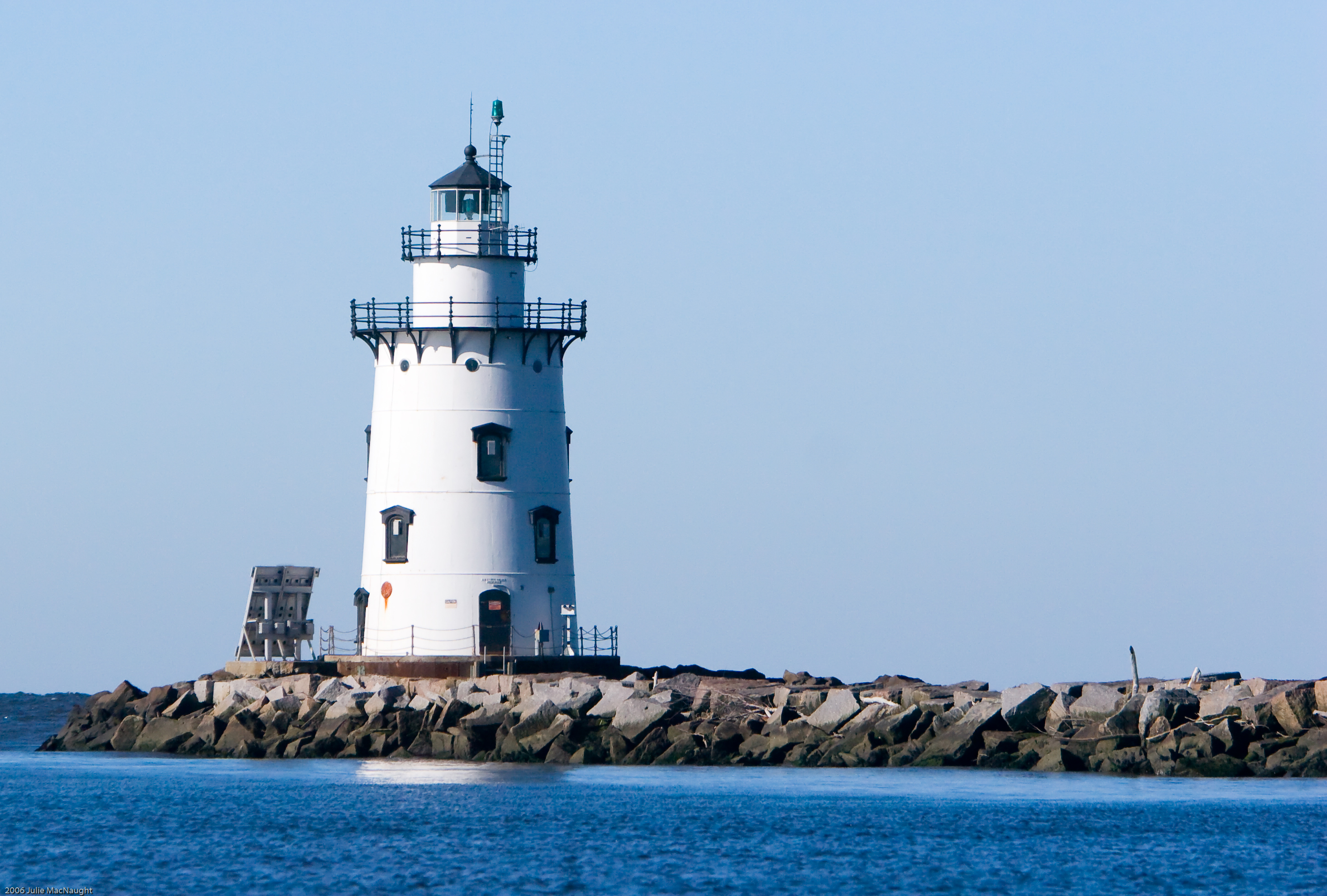
Der Leuchtturm Saybrook Breakwater Light, gelistet im NRHP Nr. 89001474

Von den 61.341 Haushalten hatten 30,3 Prozent Kinder und Jugendliche unter 18 Jahre, die bei ihnen lebten. 54,4 Prozent waren verheiratete, zusammenlebende Paare, 8,8 Prozent waren allein erziehende Mütter. 33,8 Prozent waren keine Familien. 27,2 Prozent waren Singlehaushalte und in 10,0 Prozent lebten Menschen im Alter von 65 Jahren oder darüber. Die Durchschnittshaushaltsgröße betrug 2,43 und die durchschnittliche Familiengröße lag bei 2,98 Personen.
Auf das gesamte County bezogen setzte sich die Bevölkerung zusammen aus 23,2 Prozent Einwohnern unter 18 Jahren, 7,3 Prozent zwischen 18 und 24 Jahren, 31,1 Prozent zwischen 25 und 44 Jahren, 24,8 Prozent zwischen 45 und 64 Jahren und 13,6 Prozent waren 65 Jahre alt oder darüber. Das Durchschnittsalter betrug 39 Jahre. Auf 100 weibliche Personen kamen 95,1 männliche Personen, auf 100 Frauen im Alter ab 18 Jahren kamen statistisch 92,1 Männer.

Das jährliche Durchschnittseinkommen eines Haushalts betrug 59.175 USD, das Durchschnittseinkommen der Familien betrug 71.319 USD. Männer hatten ein Durchschnittseinkommen von 48.341 USD, Frauen 35.607 USD. Das Prokopfeinkommen betrug 28.251 USD. 4,6 Prozent der Bevölkerung und 2,3 Prozent der Familien lebten unterhalb der Armutsgrenze. Darunter waren 4,0 Prozent der Bevölkerung unter 18 Jahren und 5,9 Prozent der Einwohner ab 65 Jahren.

## Sehenswürdigkeiten

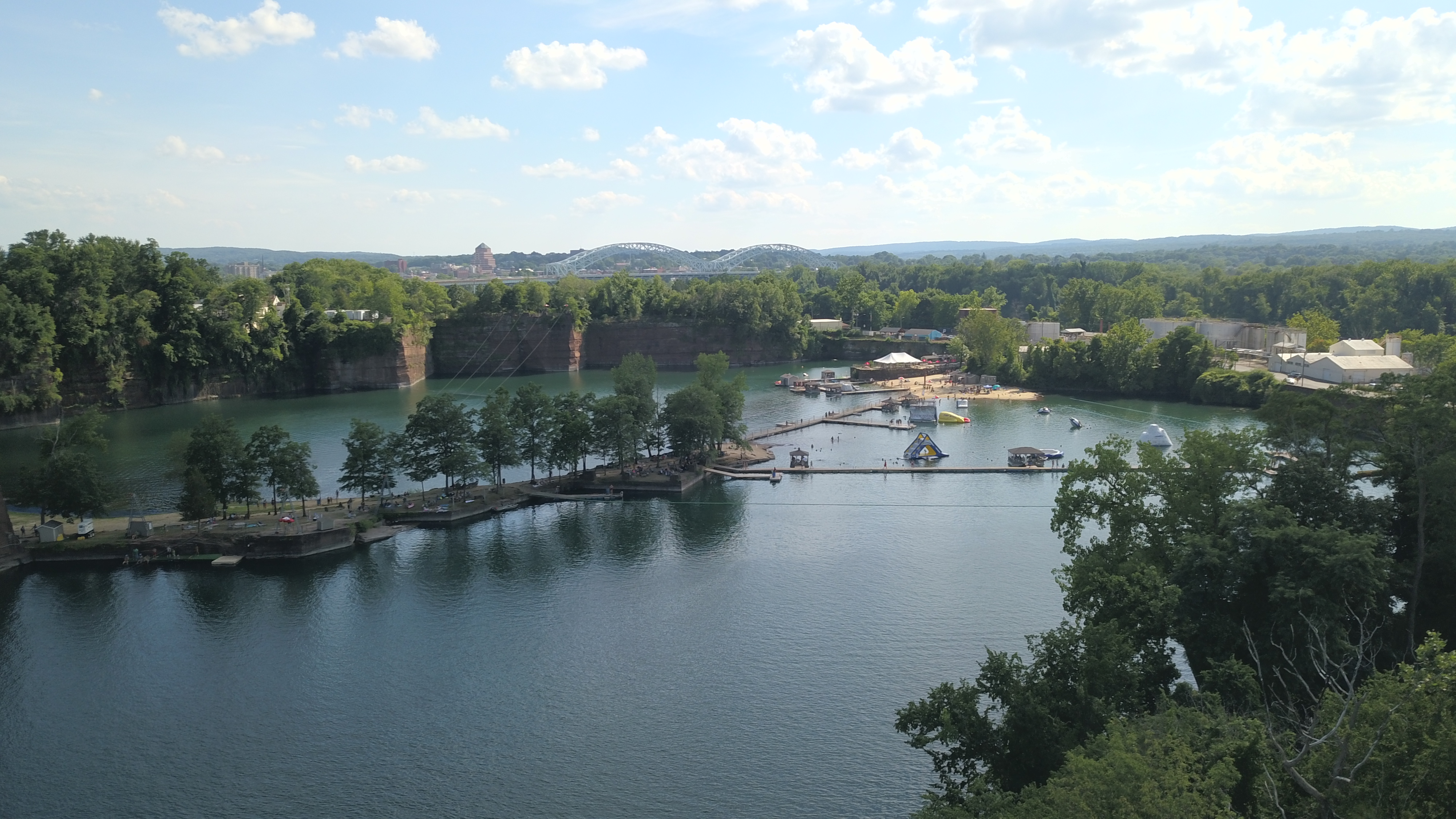
Portland Brownstone Quarries (2020). Diese Ansammlung historischer Steinbrüche dienten der Gewinnung des wichtigen Baustoffes Brownstone. Hier gefördertes Material fand im späten 19. Jahrhundert bei etlichen prägnanten Bauten in Chicago, New York, Boston oder Philadelphia Verwendung. Im Mai 2000 wurde die Stätte als erstes Objekt des County als National Historic Landmark anerkannt.

123 Bauwerke, Stätten und historische Bezirke (Historic Districts) im Middlesex County sind im National Register of Historic Places („Nationales Verzeichnis historischer Orte“; NRHP) eingetragen (Stand 30. September 2022), darunter haben drei Orte den Status von National Historic Landmarks („Nationales historisches Wahrzeichen“), nämlich das Richard Alsop IV House, die Portland Brownstone Quarries und das Samuel Wadsworth Russell House.

## Gemeinden und Orte im Middlesex County

### Citys und Towns
Das Middlesex County ist in 14 Towns und eine City unterteilt, welche alle kommunalen Aufgaben übernehmen.
| - Chester - Clinton - Cromwell - Deep River - Durham | - East Haddam - East Hampton - Essex - Haddam - Killingworth | - Middlefield - Middletown (City) - Old Saybrook - Portland - Westbrook |

In den Towns gibt es weiters verschiedene unselbständige Siedlungen wie Dörfer und Weiler.

### Andere Ortschaften
| - Arnolds - Baileyville - Bashan - Beseck Lake - Bretton Heights - Centerbrook - Clinton Beach - Cobalt - Durham Center - East Berlin - Fenwick (Borough) - Fenwood | - Fogelmarks Corners - Gildersleeve - Goodrich Heights - Grove Beach - Harbor View - Higganum - Highland - Ivoryton - Kelseytown - Knollwood - Lake Pocotopaug - Lakeridge Heights | - Leesville - Little City - Little Haddam - Long Hill - Maromas - Middle Haddam - Millington - Miramichi - Moodus - Mount Parnassus - Newfield Heights - North Cromwell | - Otter Cove Estates - Pond Meadow - Ponset - Ridgewood - Riverdale - Saybrook Manor - Saybrook Point - Shailerville - South Farms - Westfield - Winthrop |